# Qualificazioni alla CONCACAF Gold Cup 2007
Sono elencate di seguito le date e i risultati per le qualificazioni al CONCACAF Gold Cup 2007.

## Formula
40 membri CONCACAF: 12 posti disponibili per la fase finale. Stati Uniti (come paese ospitante) si qualifica direttamente alla fase finale. Rimangono 39 squadre per undici posti disponibili per la fase finale. Le squadre e i posti disponibili sono suddivisi in tre zone di qualificazione: Nord America (2 posti), Centro America (5 posti), Caraibi (4 posti).
- Zona Nord America: 2 squadre, si qualificano di diritto alla fase finale.
- Zona Centro America: 7 squadre, partecipano alla Coppa delle nazioni UNCAF 2007, le prime cinque classificate si qualificano alla fase finale.
- Zona Caraibi: 30 squadre, partecipano alla Coppa dei Caraibi 2007, le prime quattro classificate si qualificano alla fase finale.

## Zona Nord America
Canada e Messico si qualificano di diritto alla fase finale.

## Zona Centro America
La Coppa delle nazioni UNCAF 2007 mette in palio la qualificazione al torneo: Costa Rica (prima classificata), Panama (seconda classificata), Guatemala (terza classificata), El Salvador (quarta classificata) e Honduras (quinta classificata) si qualificano alla fase finale.

## Zona Caraibi
La Coppa dei Caraibi 2007 mette in palio la qualificazione al torneo: Haiti (prima classificata), Trinidad e Tobago (seconda classificata), Cuba (terza classificata) e Guadalupa (quarta classificata) si qualificano alla fase finale.